# Hvalvík község
Hvalvík község (feröeriül: Hvalvíkar kommuna) egy megszűnt község Feröeren. Streymoy keleti partján feküdt.

## Történelem
A község 1913-ban jött létre Norðstreymoy egyházközség szétválásával. Jelenlegi formáját 1954-ben nyerte el Hósvík község kiválásával.
2005. január 1-jétől Sundini község része lett.

## Önkormányzat és közigazgatás

### Települések
| Település | Mióta a község része | Előző község              | Meddig a község része | Következő község | Megjegyzés         |
| --------- | -------------------- | ------------------------- | --------------------- | ---------------- | ------------------ |
| Hósvík    | 1913                 | Norðstreymoy egyházközség | 1954                  | Hósvík község    | A község székhelye |
| Hvalvík   | 1913                 | Norðstreymoy egyházközség | 2004. december 31.    | Sundini község   |                    |
| Nesvík    | 1913                 | Norðstreymoy egyházközség | 2004. december 31.    | Sundini község   |                    |
| Streymnes | 1913                 | Norðstreymoy egyházközség | 2004. december 31.    | Sundini község   |                    |

### Polgármesterek
- Heðin Zachariasen (1997-2004)[2]

## Népesség
| Év              | Lakosság |
| --------------- | -------- |
| 1986. január 1. | 367      |
| 1991. január 1. | 358      |
| 1996. január 1. | 304      |
| 2001. január 1. | 352      |